# Colliers
Colliers is een gemeente (town) in de Canadese provincie Newfoundland en Labrador, in het zuidoosten van het eiland Newfoundland. De gemeente ligt aan Conception Bay in het zuidoosten van het schiereiland Bay de Verde. 

## Demografie
Demografisch gezien is Colliers, net zoals de meeste kleine dorpen op Newfoundland, aan het krimpen. Tussen 1991 en 2021 daalde de bevolkingsomvang van 808 naar 613. Dat komt neer op een daling van 195 inwoners (-24,1%) in dertig jaar tijd.
| Jaar | Aantal inwoners | Verschil |
| ---- | --------------- | -------- |
| 1991 | 808             | –        |
| 1996 | 774             | -4,2%    |
| 2001 | 729             | -5,8%    |
| 2006 | 722             | -1,0%    |
| 2011 | 651             | -9,8%    |
| 2016 | 654             | +0,5%    |
| 2021 | 613             | -6,3%    |